# José Luis Gutiérrez Solana
José  Luis Gutiérrez Solana (Madrid, 28 février 1886 – 24 juin 1945) est un peintre, graveur et écrivain expressionniste espagnol. Il est avec Ignacio Zuloaga le principal artiste du courant de l'« Espagne noire ».

## Biographie
Son père José Tereso Gutiérrez-Solana, né au Mexique mais originaire de Cantabrie, revient en Espagne enrichi grâce à l'industrie minière. Solana grandit à Madrid et étudie quatre ans à l'Académie royale des Beaux-Arts Saint-Ferdinand.
Il se rallie vers 1903 à la Génération de 98, fréquentant Ramón María del Valle-Inclán et les peintres Darío de Regoyos et Ricardo Baroja à la tertulia du Nouveau Café de Levante. Miguel de Unamuno dira : « Je me suis arrêté devant des tableaux de Solana, je suis entré en eux, et me suis senti en eux, ressentant ma fraternité espagnole avec l'âme espagnole de Solana. De l'Espagne que lui et moi, et d'autres, nous sommes en train de renouveler ».
Entre 1908 et 1917, vivant de l'héritage paternel, il réside à Santander, tout en parcourant l'Espagne, en particulier la Castille rurale. Il enrichit ainsi sa vision de son pays, et la traduit de façon subjective et insolite dans une œuvre qui, après des années de rejet, obtient un premier succès en 1917 : une troisième médaille à l'Exposition nationale des beaux-arts.
Solana fréquente alors les membres de la Génération de 14. En 1920, il se représente dans un fameux tableau avec Ramón Gómez de la Serna et José Bergamín à la Tertulia du Café de Pombo, et dédie au premier son plus célèbre ouvrage littéraire : L'Espagne noire. Il devient bientôt également l'ami du critique d'art Eugenio d'Ors.
L'artiste obtient ses premières expositions individuelles, en 1921 à l'Athénée de Santander et en 1927 au Musée d'Art Moderne de Madrid, puis accède peu à peu à la renommée internationale : il est exposé en 1928 à la galerie Bernheim-Jeune de Paris (échec malgré la visite de Pablo Picasso), en 1930 et 1932 à la Biennale de Venise, également aux États-Unis.  En 1933 à Oslo, à l'occasion de l'exposition d'une cinquantaine de ses tableaux, l'accueil est excellent et Pola Gauguin rapproche son esthétique et ses thématiques de celles d'Edvard Munch et James Ensor.
Lorsque éclate la Guerre d'Espagne, Solana se réfugie à Valence puis à Paris, où quinze de ses toiles sont accrochées dans le Pavillon espagnol lors de l'Exposition universelle de 1937, avec le Guernica de Pablo Picasso. D'Ors le convainc de rentrer en Espagne après la guerre, et le peintre passe ses dernières années entre Santander et Madrid, où il meurt le 24 juin 1945 à la suite d'une attaque d'urémie.

## Œuvre picturale
José Solana est un créateur solitaire et original, mais héritier de la tradition espagnole, des visions hallucinées du Greco au romantisme cauchemardesque de Francisco de Goya et Eugenio Lucas Velázquez, en passant par le ténébrisme baroque de José de Ribera, Francisco de Zurbarán et Juan de Valdés Leal, sans oublier la sculpture castillane (Gaspar Becerra, Gregorio Fernández) qui avait impressionné le peintre à Valladolid.
Portant un regard mélancolique et pessimiste sur la réalité sociale nationale de son temps, il prolonge la démarche d'Ignacio Zuloaga et représente une Espagne figée dans le temps, vulgaire voire sordide : celle des bouchers de faubourgs (1919 Le chariot de viande, 1924 L'Abattoir ), des réunions poussiéreuses (1924 Le Retour de l'Indiano, 1926 La Visite de l'évêque), des prostituées de province (1927 Danseuses, 1934 Les Filles du faubourg).  Ses personnages, la plupart misérables, sont dénués de séduction et semblent tristes, apathiques, comme absents : ils n'ont guère plus d'existence que les objets qui les entourent, quand ils ne sont pas de simples mannequins (1910 Les Vitrines). Accentuant cette impression d'atmosphère éteinte et oppressante, le dessin de Solana, aux contours noirs marqués, a quelque chose de sévère et rustre ; sa touche est lourde et pâteuse, sa palette sombre et terreuse, sa lumière presque toujours artificielle.
Solana a régulièrement représenté les processions (1920 Le Christ des Douleurs, 1930 Procession de la Mort) et exécutions catholiques (1931 Avant l'exécution), thématiques lugubres chères aux peintres de l'Espagne noire. Il n'y exprime aucune émotion religieuse, mais en donne au contraire une vision négative, superstitieuse et morbide, parfois par le biais de la nature morte (1929 Le Miroir de la Mort). Son intérêt pour le macabre explose vers 1932 dans son grand Triomphe de la mort, témoignage cruel d'un monde sans espérance qui reprend les squelettes et le titre du tableau de Brueghel, que Solana étudiant avait copié au Musée du Prado.
Les loisirs et fêtes populaires sont très présents dans son œuvre, mais l'impression est là aussi triste, inquiétante : 1906 Les « chulos », 1915 Nuit de Noël, 1918 L'Aveugle aux romances, 1919 Le Cirque, 1926 Les Boxeurs. Ses toreros sont plus statiques qu'héroïques : 1931 Les Toreras, 1932 El Lechuga et sa quadrille, 1936 L'Arrastre. À partir des années 1930, il développe inlassablement le thème du carnaval et des masques, sa création prenant un tour ironique et grotesque qui le rapproche nettement de l'expressionnisme de James Ensor : 1932 Géants, 1932 Masques, 1935 Carnaval dans un village, 1943 Têtes et masques, 1943 Atelier de masques.
Solana réalisa aussi des gravures à l'eau-forte qui à de rares exceptions près reprennent toutes fidèlement l'iconographie des tableaux.
C'est la Fondation Santander qui réunit la plus importante collection d'œuvres de l'artiste, exposée à Boadilla del Monte (Madrid). Le Musée Reina Sofía possède également une dizaine de tableaux, et a organisé en 2004 la dernière rétrospective d'envergure ; selon ses commissaires María José Salazar et Andrés Trapiello, l'œuvre de José Solana « est, au fond, une métaphore de l'impossible modernisation de l'Espagne ».

## Œuvre littéraire
Comme écrivain, il possède un style analogue qui associe de grandes qualités descriptives, de vigueur et d'énergie, au pittoresque et au folklorique. La majorité de ses livres sont des livres de voyage,  comme Madrid: escenas y costumbres (1913 et 1918, 2 vols.), La España negra, 1920, Madrid callejero, 1923,  Dos pueblos de Castilla, 1925 et Paris, 1938. Il a écrit aussi un roman Florencio Cornejo (1926). 
Ses œuvres complètes ont été édités par le prix Nobel de littérature Camilo José Cela en 1961.